# Georg Jöstingmeier

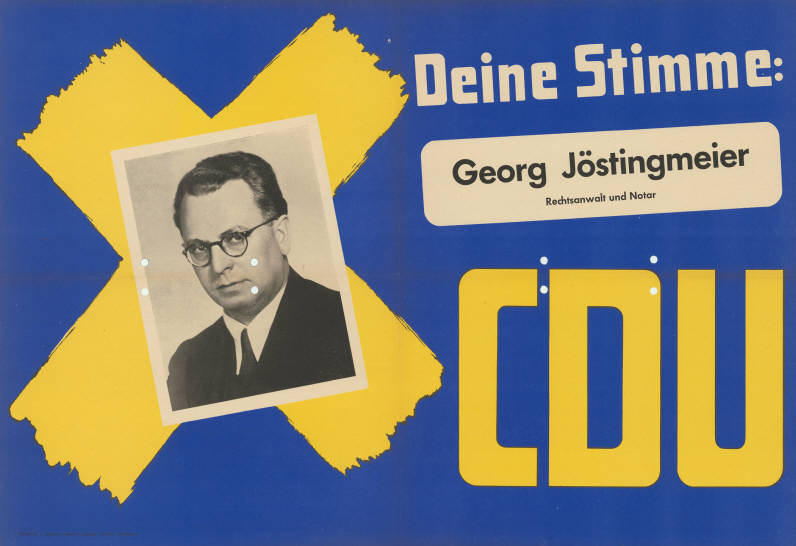
Georg Jöstingmeier auf einem Landtagswahlplakat 1950

Georg Jöstingmeier (* 9. Oktober 1905 in Hagen; † 28. August 1994 in Münster) war Jurist und Landespolitiker der CDU in Nordrhein-Westfalen.

## Leben und Wirken
Jöstingmeier studierte Rechtswissenschaften, Volkswirtschaftslehre und Philosophie in Münster. Er trat zunächst in den Justizdienst ein und war 1932 kurzzeitig Amtsrichter. Seit 1932 arbeitete er als Rechtsanwalt und ab 1946 auch als Notar. Dabei spezialisierte sich Jöstingmeier auf das Verwaltungsrecht.
Im Auftrag von Bischof Clemens August Graf von Galen verteidigte er während der Zeit des Nationalsozialismus Priester und Ordensangehörige. Er selbst geriet dadurch in den Verdacht politischer Unzuverlässigkeit und erlebte mehrfach Hausdurchsuchungen durch die Gestapo. Während des Zweiten Weltkrieges war er dennoch zwischen 1941 und 1943 Dezernent in der Wehrkreisverwaltung in Münster und von 1944 bis 1946 Dezernent bei der Straßenverkehrsdirektion in Münster. Im April 1945 ernannten ihn die Amerikaner vorübergehend zum Bürgermeister des Dorfes Marmecke bei Oberhundem. Da das Dorf Marmecke zum Sprengel der politischen Gemeinde Oberhundem gehörte, war die Funktion eines Bürgermeisters in Marmecke real allerdings als die eines Ortswartes zu betrachten, wie der Landrat des Kreises Olpe, Dr. Spies, in seiner Verfügung zur Fortführung der Verwaltung vom 24. April 1945 ausführte.
Bis 1933 war Jöstingmeier Mitglied der Zentrumspartei. Nach 1945 spielte er eine bedeutende Rolle bei der Gründung der CDU. Bereits während des Krieges hatte er mit Bischof von Galen über eine überkonfessionelle christliche Partei gesprochen. Am 2. September 1945 war er einer der Hauptredner auf dem Gründungsparteitag der westfälischen CDU in Bochum. In den folgenden Jahren hat Jöstinghaus wiederholt Konrad Adenauer in verschiedenen Fragen beraten. Er war Vorstandsmitglied der westfälischen CDU sowie Vorsitzender der Partei im Regierungsbezirk Münster. Auch war er Mitglied im Verfassungsausschuss der Arbeitsgemeinschaft von CDU und CSU.
In Münster war er vor allem am Wiederaufbau der Stadt beteiligt. Ihm gelang es unter anderem wesentlich zur Finanzierung des Theaterneubaus beizutragen.
Jöstingmeier gehörte 1946 dem Provinzialrat für Westfalen und 1946 und 1947 dem ernannten Landtag für Nordrhein-Westfalen an. Anschließend war er bis 1958 direkt gewählter Landtagsabgeordneter für Münster-Stadt. Danach hat er sich aus beruflichen Gründen aus der aktiven Politik zurückgezogen.

## Ehrungen
Jöstingmeier wurde am 18. September 1986 mit dem Verdienstorden des Landes Nordrhein-Westfalen ausgezeichnet.